# Bosc-Guérard-Saint-Adrien
Bosc-Guérard-Saint-Adrien település Franciaországban, Seine-Maritime megyében. Lakosainak száma 1085 fő (2022. január 1.). Bosc-Guérard-Saint-Adrien Fontaine-le-Bourg, Houppeville, Malaunay, Montville, Quincampoix és Saint-Georges-sur-Fontaine községekkel határos.

## Népesség
A település népességének változása:
| Lakosok száma | 905  | 898  | 949  | 948  | 973  | 1028 | 1062 | 1070 | 1085 |
|               | 2013 | 2015 | 2016 | 2017 | 2018 | 2019 | 2020 | 2021 | 2022 |